# أفياسيون إسبانيولا (محطة مترو أنفاق مدريد)
أفياسيون إسبانيولا (بالإسبانية: Aviación Española) هي محطة مترو أنفاق في مدريد في إسبانيا، تقع على الخط رقم 10.